# Квятково (Александровський повіт)
Квятково (пол. Kwiatkowo) — село в Польщі, у гміні Бондково Александровського повіту Куявсько-Поморського воєводства.
Населення — 101 особа (2011).
У 1975-1998 роках село належало до Влоцлавського воєводства.

## Демографія
Демографічна структура станом на 31 березня 2011 року:
|          | Загалом | Допрацездатний вік | Працездатний вік | Постпрацездатний вік |
| -------- | ------- | ------------------ | ---------------- | -------------------- |
| Чоловіки | 48      | 10                 | 34               | 4                    |
| Жінки    | 53      | 15                 | 26               | 12                   |
| Разом    | 101     | 25                 | 60               | 16                   |